# The Summer with Carmen
Pour plus de détails, voir Fiche technique et Distribution.
The Summer with Carmen (Το καλοκαίρι της Κάρμεν) est un film grec réalisé par Zacharías Mavroidís, sorti en 2023.

## Synopsis
Dans un espace nudiste sur la côte de l’Attique, deux amis gays, Dimosthénis, un ancien acteur, et Nikítas, un réalisateur, réfléchissent à un projet de film. Ils se fondent sur un épisode de la vie de Dimosthénis deux ans plus tôt, alors qu’il quitte Pános, son compagnon depuis quatre ans, et se prend d’affection pour Carmen, la petite chienne que Pános a adoptée après leur rupture.

## Fiche technique
- Titre français : The Summer with Carmen
- Titre original : Το καλοκαίρι της Κάρμεν (« L’Été de Carmen »)
- Réalisation : Zacharías Mavroidís
- Scénario : Zacharías Mavroidís et Xenofón Chalátsis
- Musique : Ted Regklis
- Photographie : Theódoros Michópoulos
- Montage : Lívia Neroutsopoúlou
- Décors : Alíki Koúvaka
- Production : Ioánna Bolomýti et Lína Yannopoúlou
- Société de production : Atalante S.A.
- Distribution : Epicentre Films
- Pays d’origine :  Grèce
- Format : Couleurs - 1,85:1
- Genre : comédie dramatique
- Langues originales : grec
- Durée : 106 minutes
- Dates de sortie[1] : 
  - Grèce : 4 novembre 2023 (Festival du film de Thessalonique)
  - France : 23 novembre 2023 (Chéries-Chéris), 19 juin 2024

## Distribution
- Yórgos Tsiantoúlas : Dimosthénis
- Andréas Lambrópoulos : Nikítas
- Nikólas Míchas : Pános
- Roubíni Vasilakopoúlou : Kéti
- Vasílis Tsigristáris : Thýmios

## Production

### Genèse et développement
Le réalisateur Zacharías Mavroidís a écrit le scénario du film avec son meilleur ami Xenofón Chalátsis. L'inspiration du film est mise en abyme dans le film, et lors de l’écriture, le thème de l’amitié a fini par devenir le cœur du film.
Le réalisateur décrit son film comme « une comédie sur la futilité de se connaître soi-même. Elle a une structure de film dans le film qui joue constamment sur sa conscience de la narration, à la manière de Charlie Kaufman. Dans le même temps, c'est un film résolument visible et fier qui met en lumière les amitiés entre des hommes gays, une relation complexe et multiforme rarement mise au premier plan dans les films de fiction ».

### Attribution des rôles
Le rôle de Dimosthénis est attribué à Yórgos Tsiantoúlas, un acteur de théâtre et de télévision grec qui « s’impose déjà comme une icône gay ». Il a notamment joué dans le spectacle The Great Tamer mis en scène par le chorégraphe Dimítris Papaïoánnou, et dans les séries télévisées Η τούρτα της μαμάς (el) et Η Γέφυρα (el).
Carmen est interprétée par Nála, la chienne d’un couple de lesbiennes, qui a dû s’habituer « à être dans les bras d’un homme aussi costaud que Yorgos ».

### Tournage
Le film est tourné à Athènes et sur la plage nudiste de Limanákia de Vouliagméni.

## Accueil
Pour Le Monde, « Il y a beaucoup d’humour dans cette chronique douce-amère où sont évoqués le cinéma fauché, les clichés sur les films gay, les rêves de succès ».
Libération estime que « le film parvient à une rhétorique assez plaisante, prend un peu de distance avec ses propres séductions (et ses propres très gros clichés) en énonçant ou dénonçant les contraintes auxquelles il est censé répondre ».
Pour Télérama, « Cette chronique d’un été grec entre amis et amants mêle couleurs vives sous influence Almodóvar et sobriété d’un film d’auteur à petit budget ».

## Distinctions
Sauf indication contraire, les informations mentionnées dans cette section peuvent être confirmées par la base de données cinématographiques IMDb,  présente dans la section « Liens externes ».
- Festival du film de Thessalonique 2023 : Prix du public, Prix du jury jeune, Mermaid Award[10]
- Festival Chéries-Chéris 2023 : Grand Prix[10]
- Festival CINEMAMED du cinéma méditerranéen de Bruxelles : Prix du public[10]
- Festival international du film de Belgrade 2024 : prix du film queer Merlinka